# 日本海東緣變動帶

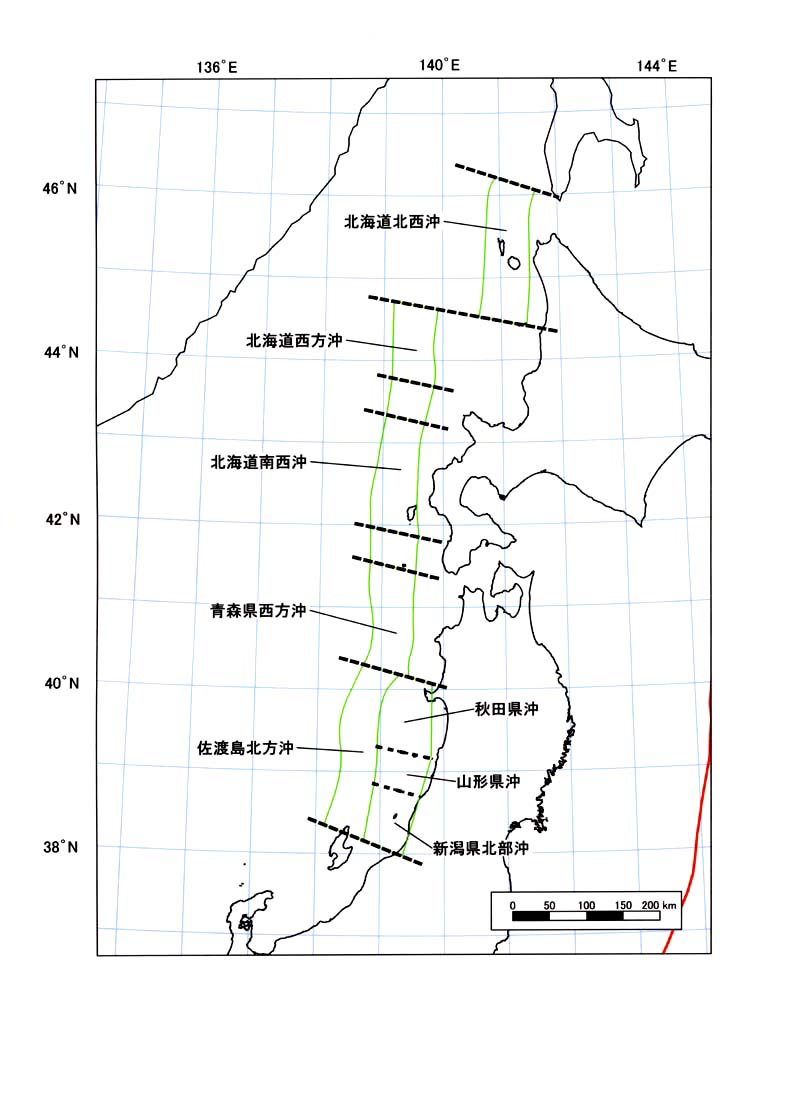
日本海東緣變動帶的区分
(2003年日本地震調査委員会發表)

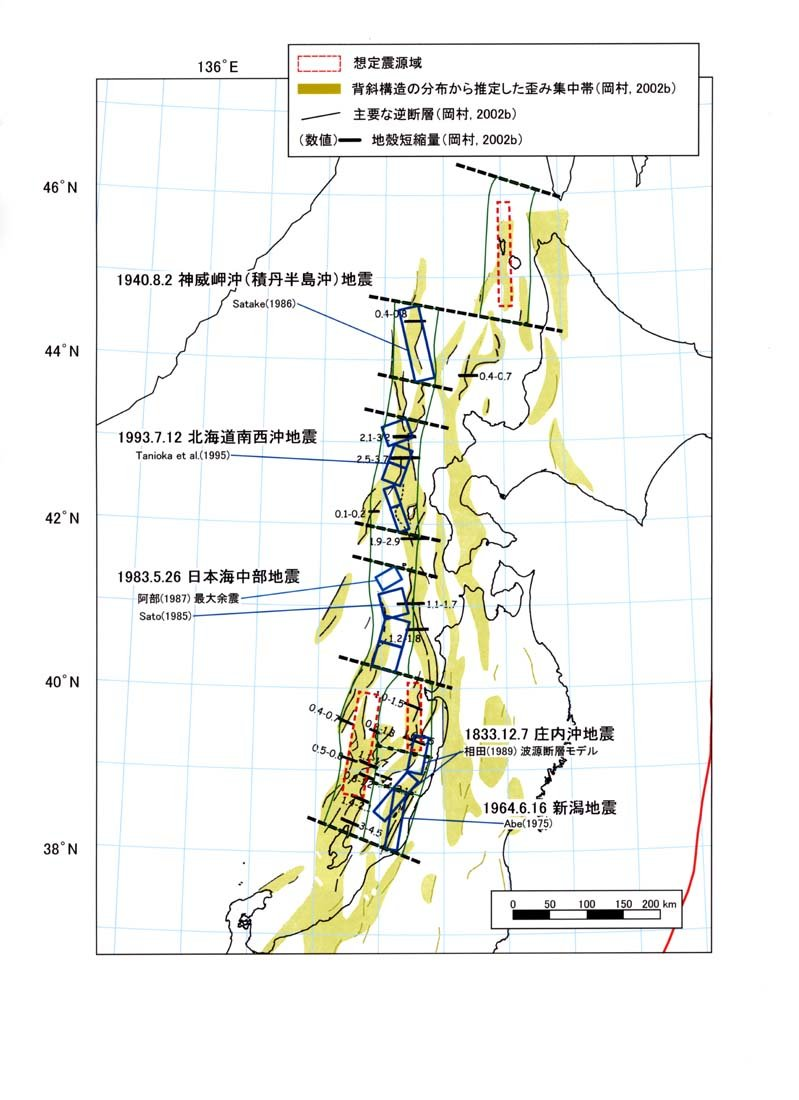
日本海東緣變動帶的应变帶

日本海東緣變動帶（日语：日本海東縁変動帯）是指北海道西部其至北陸地方（韃靼海峽附近其至日本新潟县近海）的變動帶。又稱為日本海東緣应变帶 。

## 概述

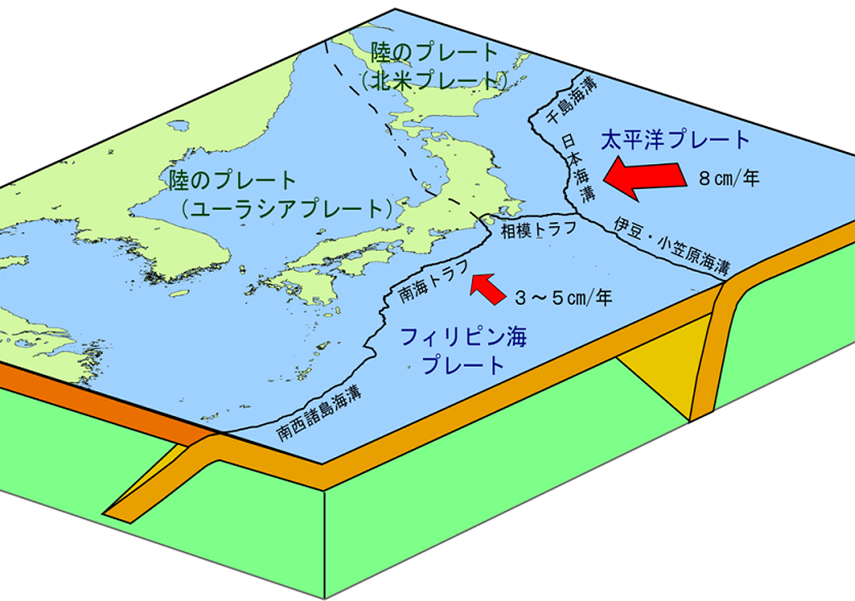
日本列岛周围的板块

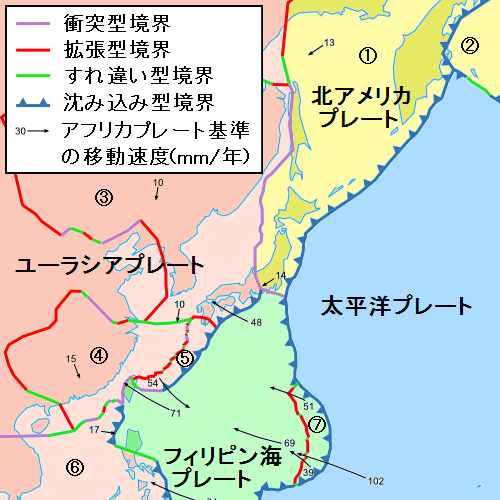
日本列岛周围的板块

日本列岛地处欧亚大陆板块、北美洲板块、太平洋板块和菲律宾板块四个板块的交界处，是组成环太平洋火山地震带的一部分。太平洋板块、北美洲板块和欧亚大陆板块、菲律宾板块互相碰撞，使得日本列岛逐渐从海底突起，这使得日本附近地区火山、地震等自然灾害频发。而日本海東緣變動帶是歐亞板塊（阿穆尔板块）和北美洲板塊（鄂霍次克板块）的接壤处，是日本地震频繁的地帶之一。
日本本州西北部处在日本海东南边缘，这一区域主要是晚渐新世到中中新世期间海底扩张产生的海洋地壳，而这一伸展构造过程形成了一系列南北向伸展断层和沉积盆地。然而，目前这一区域在收缩构造的作用下正在发生反演，形成背斜结构。有研究认为本州西北岸正在形成早期的隐没带，但是这一理论并没有被广泛接受。日本海東緣變動帶的板塊邊緣类型主要有2種假说。第一個是碰撞邊界說，第二個是轉形邊界說。

## 過去主要地震

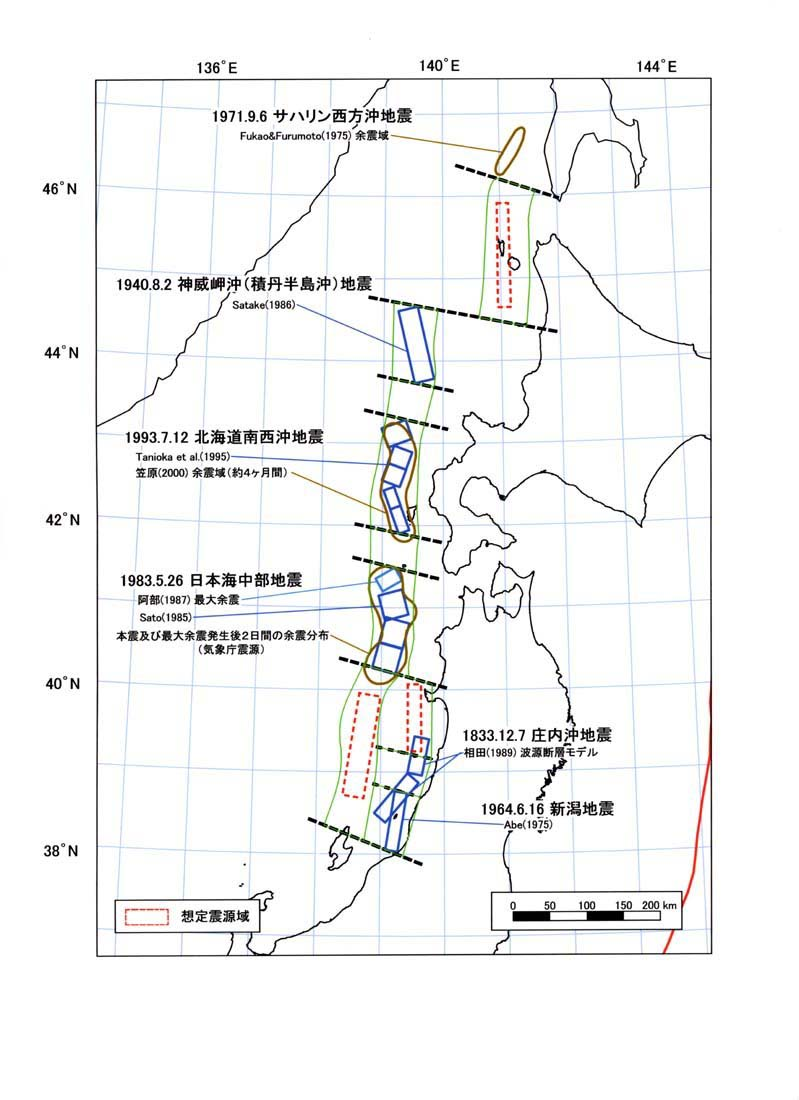
過去主要地震

- 後志地震（1792年）M7.1
- 西津輕地震（1793年）M7.2
- 佐渡地震（1802年）M6.5〜7.0
- 象潟地震（1804年）M7.0
- 三條地震（1828年）M6.9
- 庄內地震（1833年）M7.3
- 善光寺地震（1847年）M7.4[16]
- 積丹半島近海地震（1940年）M7.5
- 男鹿地震（1964年）M6.8
- 新潟地震（1964年）M7.5[17][18][19]
- 海馬島地震（1971年）M6.9
- 日本海中部地震（1983年）M7.7
- 北海道西南近海地震（1993年）M7.8
- 库页岛地震（1995年）M7.6[20]
- 新潟县中越地震（2004年）M6.8
- 新潟县中越近海地震（2007年）M6.8
- 榮村地震（2011年）M6.7
- 長野地震（2014年）M6.7[21][22]
- 山形地震（2019年）M6.7

## 外部連結
- ひずみ集中帯の重点的調査観測・研究プロジェクト （页面存档备份，存于） - 防災科学技術研究所
- ひずみ集中帯プロジェクト （页面存档备份，存于） - 東京大学地震研究所
- 日本海東縁海底震源域の変動地形−潜水調査船による目視観測からの知見PDF
- 日本海東縁部の地震活動の長期評価について （页面存档备份，存于） - 地震調査研究推進本部 地震調査委員会 平成15年6月20日